# Centrales électriques de Ferrybridge
 (décembre 2023).
Si vous disposez d'ouvrages ou d'articles de référence ou si vous connaissez des sites web de qualité traitant du thème abordé ici, merci de compléter l'article en donnant les références utiles à sa vérifiabilité et en les liant à la section « Notes et références ».
 (décembre 2023).
La mise en forme du texte ne suit pas les recommandations de Wikipédia : il faut le « wikifier ».
Les points d'amélioration suivants sont les cas les plus fréquents. Le détail des points à revoir est peut-être précisé sur la page de discussion.
- Les titres sont pré-formatés par le logiciel. Ils ne sont ni en capitales, ni en gras.
- Le texte ne doit pas être écrit en capitales (les noms de famille non plus), ni en gras, ni en italique, ni en « petit »…
- Le gras n'est utilisé que pour surligner le titre de l'article dans l'introduction, une seule fois.
- L'italique est rarement utilisé : mots en langue étrangère, titres d'œuvres, noms de bateaux, etc.
- Les citations ne sont pas en italique mais en corps de texte normal. Elles sont entourées par des guillemets français : « et ».
- Les listes à puces sont à éviter, des paragraphes rédigés étant largement préférés. Les tableaux sont à réserver à la présentation de données structurées (résultats, etc.).
- Les appels de note de bas de page (petits chiffres en exposant, introduits par l'outil «  Source ») sont à placer entre la fin de phrase et le point final[comme ça].
- Les liens internes (vers d'autres articles de Wikipédia) sont à choisir avec parcimonie. Créez des liens vers des articles approfondissant le sujet. Les termes génériques sans rapport avec le sujet sont à éviter, ainsi que les répétitions de liens vers un même terme.
- Les liens externes sont à placer uniquement dans une section « Liens externes », à la fin de l'article. Ces liens sont à choisir avec parcimonie suivant les règles définies. Si un lien sert de source à l'article, son insertion dans le texte est à faire par les notes de bas de page.
- La présentation des références doit suivre les conventions bibliographiques. Il est recommandé d'utiliser les modèles {{Ouvrage}}, {{Chapitre}}, {{Article}}, {{Lien web}} et/ou {{Bibliographie}}. Le mode d'édition visuel peut mettre en forme automatiquement les références.
- Insérer une infobox (cadre d'informations à droite) n'est pas obligatoire pour parachever la mise en page.

Pour une aide détaillée, merci de consulter Aide:Wikification.
Si vous pensez que ces points ont été résolus, vous pouvez retirer ce bandeau et améliorer la mise en forme d'un autre article.
Les centrales électriques de Ferrybridge étaient une série de trois centrales électriques au charbon situées sur la rivière Aire près de Ferrybridge, dans le Yorkshire de l'Ouest, en Angleterre, en fonctionnement de 1927 à 2016 sur un site à côté du croisement des autoroutes M62 et A1(M).
La première station, Ferrybridge A, a été construite au milieu des années 1920 et a fermé ses portes en 1976. Ferrybridge B a été mise en service dans les années 1950 et a fermé dans les années 1990. En 1966, la centrale électrique de Ferrybridge C a été ouverte avec une capacité de production de 2 GW à partir de quatre ensembles de 500 MW ; construite par le Central Electricity Generating Board (CEGB) ; à la privatisation en 1989, la propriété a été transférée à Powergen, puis à Edison Mission Energy (1999), puis à AEP Energy Services (American Electric Power) (2001) et à SSE plc (2004). Ferrybridge C a fermé ses portes en mars 2016.
Deux des quatre unités ont été équipées d'une installation de désulfuration des gaz de combustion (FGD) en 2009. En 2013, SSE a indiqué que la centrale électrique ne serait pas conforme à la directive sur les émissions industrielles, exigeant la fermeture de l'installation d'ici 2023 ou plus tôt. Il a ensuite été annoncé que l'usine serait entièrement fermée d'ici mars 2016.
Ferrybridge Multifuel 1 est une centrale énergétique de 68 MW fonctionnant à partir de déchets multiples sur le site, qui est devenue opérationnelle en 2015. Ferrybridge Multifuel 2 est une centrale multifuel de 70 MW construite à côté de l'usine MF1, qui est devenue opérationnelle en 2019.
Le 28 juillet 2019, l'une des tours de refroidissement de Ferrybridge a été démolie, suivie par quatre autres le 13 octobre. La principale chaufferie, la baie de bunker et deux cheminées ont été démolies le 22 août 2021. Les trois dernières tours de refroidissement ont été démolies le 17 mars 2022.

## Ferrybridge A (1917-1976)

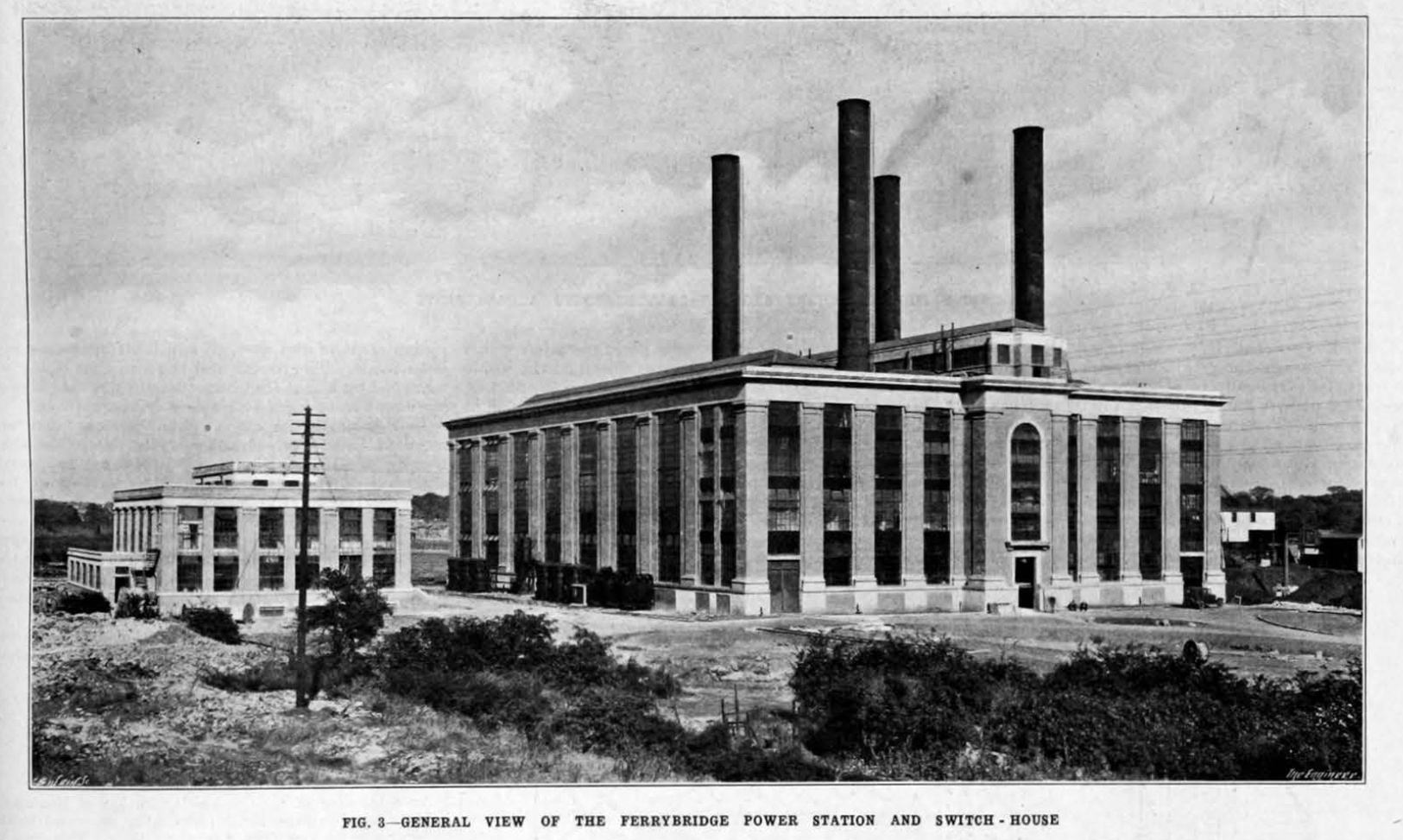
Bâtiment principal et appareillage de Ferrybridge (vers 1927)

En 1917, la Yorkshire Electric Power Company a acheté des terres à Ferrybridge. Des plans pour une centrale électrique ont été préparés et soumis au Board of Trade en mars 1918. En raison d'un changement de système l'année suivante avec l'Electricity (Supply) Act 1919, les plans ont été mis en attente. Les plans ont été soumis à nouveau aux Electricity Commissioners en janvier 1920. Les autorisations ont finalement été accordées en novembre 1921, mais ont été retardées en raison d'une réorganisation des zones d'approvisionnement. Un site de 55 hectares a été choisi avec un bon accès au charbon, à l'eau et de bonnes liaisons de transport, y compris le transport fluvial.
La construction de la centrale électrique Ferrybridge A a commencé en 1926 et la centrale a commencé à fonctionner en 1927. La station initiale couvrait 32 acres (13 hectares) du site. Les principaux bâtiments abritaient les chaudières, les turbines, les bureaux et les ateliers, et un bâtiment plus petit abritait le tableau de commutation électrique. Les installations de transport comprenaient des voies de raccordement à la ligne de la vallée de Dearne avec un équipement pour manipuler des wagons jusqu'à 20 tonnes, et un quai fluvial pour le transport par péniche.
L'équipement de production d'électricité comprenait huit chaudières à tubes d'eau d'une capacité de production de vapeur de 75 000 livres (34 000 kg) par heure, disposées en paires, partageant une aspiration d'air et des cheminées (hauteur de 166 pieds (51 m)). Les chaudières étaient conçues pour produire de la vapeur surchauffée à 315 psi (21,4 atm) à 700 °F (371 °C). La section turbine/générateur comprenait deux turbines à réaction triphasées à trois étages tournant à 3 000 tr/min, entraînant des alternateurs d'une puissance continue de 19 MW. Les alternateurs produisaient un courant alternatif triphasé de 50 Hz à 11 kV, qui était élevé à 33 kV par deux ensembles de trois transformateurs monophasés d'une puissance de 25 MW par ensemble.

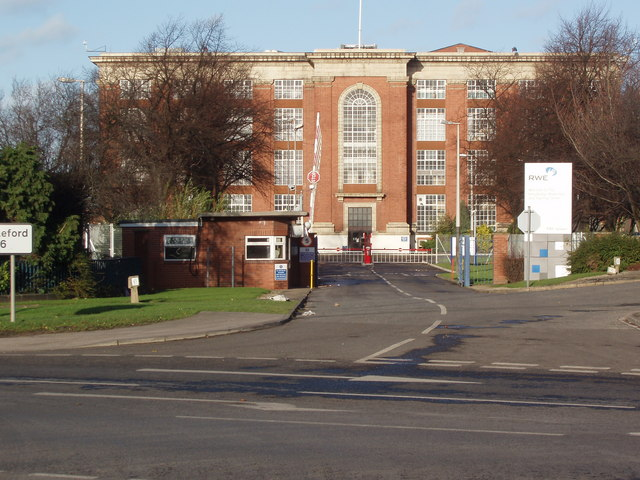
Le bâtiment principal de Ferrybridge A transformé en atelier par RWE npower (2006)

La centrale est passée sous la propriété de la British Electricity Authority lors de la nationalisation de l'industrie électrique du Royaume-Uni, avec l'Electricity Act 1947. Cette entreprise est devenue la Central Electricity Authority en 1954. La production d'électricité annuelle de la station A était de :
| Année                    | 1946    | 1960-1961 | 1961-2 | 1962-1963 | 1966-7 |
| Électricité fournie, GWh | 468.151 | 541.1     | 545.7  | 549,0     | 485.2  |

La centrale a fermé ses portes le 25 octobre 1976, date à laquelle elle avait une capacité de production de 125 MW.
La salle des chaudières et la salle des turbines de Ferrybridge A sont toujours debout aujourd'hui. Ces bâtiments sont désormais utilisés comme bureaux et ateliers par le RWE npower Technical Support Group, qui est responsable de l'entretien et des réparations des installations de centrales électriques dans tout le pays.

## Ferrybridge B (1957-1992)
La centrale électrique de Ferrybridge B a été construite dans les années 1950. Elle produisait de l'électricité à l'aide de trois ensembles de production de 100 mégawatts (MW), qui ont été mis en service entre 1957 et 1959. À l'origine, la centrale avait une capacité de production totale de 300 MW, mais dans les années 1990, elle était enregistrée à 285 MW. Ferrybridge B faisait partie des vingt centrales électriques à vapeur du CEGB (Central Electricity Generating Board) présentant le rendement thermique le plus élevé ; en 1963–4, le rendement thermique était de 32,34 %, de 31,98 % en 1964–5, et de 31,96 % en 1965–6. La production annuelle d'électricité de Ferrybridge B était de :
| Année                    | 1959-60 | 1960-1961 | 1961-2 | 1962-1963 | 1963-1964 | 1964-1965 | 1965-66 | 1966-7 | 1971-2 | 1978-1979 | 1981-2 |
| Électricité fournie, GWh | 1 484   | 2 029     | 1 954  | 1 921     | 2 065     | 2 014     | 1 912   | 2 009  | 1 719  | 1 258     | 1 651  |

Après la privatisation de l'industrie électrique britannique en 1990, la centrale a été exploitée par PowerGen. La centrale a fermé ses portes en 1992 et a depuis été entièrement démolie.
En 2006, Lafarge a commencé la construction d'une usine de plaques de plâtre adjacente à la centrale électrique de Ferrybridge C, sur le site de l'ancienne centrale de Ferrybridge B, pour utiliser le sulfate de calcium (gypse) produit par la désulfuration des gaz de combustion (FGD).

## Ferrybridge C (1966-2016)

### Période CEGB (1966-1989)
La centrale électrique a été initialement construite pour le compte et exploitée par le Central Electricity Generating Board (CEGB).

#### Construction et mise en service
Les travaux ont commencé sur Ferrybridge C en 1961. Les architectes étaient le Building Design Partnership. Il y avait deux cheminées et les huit tours de refroidissement étaient disposées en losange sur le côté du bâtiment. Le 1er novembre 1965, trois des tours de refroidissement se sont effondrées en raison de vibrations provenant de la turbulence de Kármán dans des vents de 85 mph (137 km/h). Bien que les structures aient été construites pour résister à des vitesses de vent plus élevées, la conception ne considérait que les vitesses de vent moyennes sur une minute et négligeait les rafales plus courtes. De plus, la forme regroupée des tours de refroidissement signifiait que les vents d'ouest étaient canalisés dans les tours elles-mêmes, créant un vortex. Trois des huit tours de refroidissement d'origine ont été détruites et les cinq restantes ont été gravement endommagées. Les tours détruites ont été reconstruites selon des spécifications plus élevées, et les cinq tours survivantes ont été renforcées pour tolérer des conditions météorologiques défavorables.
La mise en service de Ferrybridge C a débuté en 1966 : une unité a été mise en service, alimentant de l'électricité dans le réseau national, le 27 février 1966. Les unités 2, 3 et 4 ont toutes été mises en service d'ici la fin de 1967. À la suite de l'accident des tours de refroidissement, il était prévu que la centrale ne serait pas ouverte pendant un certain temps après la date prévue. Cependant, il a été possible de connecter l'une des tours restantes à l'unité 1 désormais complète. La reconstruction des tours détruites a commencé en avril 1966 et a été achevée d'ici 1968.

#### Spécification
La centrale électrique de Ferrybridge C disposait de quatre ensembles de production de 500 MW chacun (connus sous les noms d'unités 1 à 4). Il y avait quatre chaudières d'une capacité de 435 kg/s, les conditions de vapeur étaient de 158,58 bar à 566/566 °C avec surchauffe. En plus des ensembles de production principaux, l'usine disposait initialement de quatre turbines à gaz d'une capacité totale de 68 MW. Deux d'entre elles ont été mises à la retraite à la fin des années 1990, réduisant la capacité à 34 MW. Ces unités sont utilisées pour démarrer l'usine en l'absence d'une alimentation électrique externe.
La capacité de production, la production d'électricité et le rendement thermique étaient comme indiqué dans le tableau.
| Année  | Capacité nette, MW | Électricité fournie, GWh | Charge en pourcentage de capacité, % | Efficacité thermique, % |
| ------ | ------------------ | ------------------------ | ------------------------------------ | ----------------------- |
| 1966/7 | 357                | 201                      | 27,0                                 | 28.07                   |
| 1971/2 | 2000               | 7 340                    | 44,0                                 | 33,94                   |
| 1978/9 | 1932               | 11 721                   | 69,3                                 | 34,85                   |
| 1981/2 | 1932               | 10 229                   | 60,4                                 | 36.51                   |

L'approvisionnement en charbon se faisait par transport ferroviaire (initialement 4 millions de tonnes par an dans des trains Merry-go-round de 1 000 tonnes à un rythme de 17 par jour) et par transport routier et fluvial (initialement 1 million de tonnes sur la navigation Aire and Calder). Le transport fluvial a pris fin à la fin des années 1990. Le transport ferroviaire comprenait une branche de la ligne Swinton and Milford Junction adjacente. Les installations comprenaient une jonction orientée vers l'ouest sur la ligne Swinton, deux lignes de déchargement de charbon (voie 1 et voie 2), des ponts-bascules de poids brut et tare, une trémie, ainsi qu'une voie de garage pour le pétrole. L'équipement automatique de déchargement des trains de charbon a été construit par Rhymney Engineering, une société de Powell Duffryn. Il utilisait la détection ultrasonore, capable de traiter jusqu'à 99 wagons dans un train (bien que les trains aient initialement eu 35 wagons-trémies), pour contrôler le mécanisme d'ouverture des portes afin de vider 5 wagons à la fois dans les trémies.
Les deux cheminées de l'usine mesuraient 198 m de haut. Les huit tours de refroidissement étaient construites à une hauteur de 115 m, mais aucune d'entre elles n'est restée sur le site, car la démolition finale des tours de refroidissement a eu lieu le 17 mars 2022.

### Post-privatisation (1989-2016)
La propriété a été transférée à Powergen en 1989 après la privatisation du Central Electricity Generating Board. En 1998, au cours de la "course au gaz" des années 1990, Powergen a fermé l'unité 4. En 1999, la centrale électrique, ainsi que Fiddlers Ferry dans le Cheshire, ont été vendues à Edison Mission Energy. Les deux centrales ont ensuite été revendues à AEP Energy Services Ltd (American Electric Power) en 2001, avant d'être revendues à nouveau à SSE plc en juillet 2004 pour 136 millions de livres sterling.
En 2005, SSE a pris la décision d'installer une désulfuration des gaz de combustion (FGD) à l'usine, en installant un équipement pour nettoyer la moitié de la production de Ferrybridge ; cette décision était nécessaire pour répondre partiellement aux spécifications de la directive sur les grandes installations de combustion (LCPD). En 2008, les chaudières ont été équipées d'une suralimentation d'air au-dessus du feu pour réduire les émissions de NOx. En 2009, la FGD a été mise en service sur les unités 3 et 4. L'installation de la FGD a permis à SSE de signer un accord de cinq ans avec UK Coal pour 3,5 millions de tonnes de charbon à teneur plus élevée en soufre.
En décembre 2013, SSE a annoncé que Ferrybridge ne se conformerait pas à la directive de l'Union européenne sur les émissions industrielles (2010/75/UE) ; cela obligerait l'usine à fermer d'ici la fin de 2023 ou après avoir atteint 17 500 heures de fonctionnement après le 1er janvier 2016. Les unités sans FGD (1 et 2) ont été fermées le 28 mars 2014, ayant atteint les 20 000 heures de fonctionnement autorisées par la LCPD.

### Incendie du Ferrybridge C, 31 juillet 2014
Le 31 juillet 2014, un grave incendie s'est déclaré dans l'unité C de Ferrybridge. L'incendie aurait commencé dans la quatrième unité de production, avec également des dégâts à l'unité n°3. Aucune des deux unités n'était opérationnelle au moment de l'incendie en raison d'une opération de maintenance. À son apogée, environ 75 pompiers ont lutté contre des flammes de 30 mètres de haut, après le déclenchement de l'incendie vers 14 h 00 BST. Une installation utilisée pour éliminer le dioxyde de soufre des gaz produits par la centrale électrique a pris feu. La fumée noire provenant de la centrale électrique au charbon a affecté les routes avoisinantes, dont la M62, et les conducteurs ainsi que les résidents ont été conseillés de fermer les fenêtres. Aucune blessure n'a été enregistrée car le site était calme en raison de la fermeture estivale. L'incendie a entraîné un effondrement partiel de la structure.
Comme l'incendie s'était déclaré dans la tour d'absorption, il a détruit la capacité de FGD de l'unité 4. L'unité 3, qui avait subi des dégâts mineurs, est revenue en service le 29 octobre 2014. L'unité 4 a repris le service le 15 décembre 2014, bien qu'elle ne puisse fonctionner qu'en brûlant du charbon très faiblement sulfuré et en tandem avec l'unité 3. Le charbon très faiblement sulfuré a été épuisé en mars 2015 et donc l'unité 4 a été arrêtée, ne laissant que l'unité 3 en fonctionnement pour la dernière année de production.

### Fermeture
Après l'incendie, seule l'unité 3 est restée pleinement opérationnelle, entraînant une diminution de la production d'énergie et une augmentation du coût de son exploitation. En mai 2015, SSE a confirmé que l'usine fermerait début 2016, après avoir estimé qu'elle subirait une perte de 100 millions de livres sterling au cours des cinq prochaines années. La production d'électricité a cessé aux environs de midi le 23 mars 2016, SSE annonçant que la date officielle de fermeture serait le 31 mars.

### Démolition
La tour de refroidissement six mesurait 114 mètres (374 pieds) de haut et a été la première à être démolie à l'aide d'explosifs le 28 juillet 2019. Quatre autres tours de refroidissement ont été démolies le 13 octobre 2019, laissant trois tours debout.
Le bâtiment principal de la chaufferie, la baie de la trémie et les deux cheminées de 198 mètres (650 pieds) de haut ont été démolis le 22 août 2021. Tous ont été démolis en même temps car lorsqu'une démolition contrôlée a lieu, il doit y avoir une zone d'exclusion pour des raisons de sécurité. Il y a un développement immobilier près de la centrale électrique et pendant les restrictions liées à la COVID-19, Keltbray et SSE n'avaient pas le droit d'évacuer les maisons tout en respectant les consignes de distanciation sociale exigeant que les ménages soient espacés de 2 mètres (6 pieds). Une fois les restrictions levées, ils ont pu procéder à la démolition et ont choisi de démolir les trois structures en même temps afin qu'une seule évacuation soit nécessaire.
Les trois dernières tours de refroidissement, initialement destinées à être conservées pour une future centrale électrique au gaz, ont été démolies le 17 mars 2022, et le site a été mis en vente. La démolition de la centrale électrique a été achevée en octobre 2022.

## Ferrybridge D (non construit)
En 2018, SSE prévoyait de réaménager le site pour une centrale électrique au gaz, qui s'appellerait Ferrybridge D, et de construire un gazoduc de 9 km pour le connecter au système de transport de gaz. Certaines parties de la station « C » – dont trois des tours de refroidissement d'origine, le poste de commutation électrique et la sous-station – allaient être conservées pour son utilisation[réf. nécessaire]. Les projets n'ont pas été mis en œuvre et en avril 2020, la demande de réservation de capacité sur le réseau de transport de gaz a été annulée.

## Ferrybridge Multifuel (2011-présent)
En octobre 2011, SSE a obtenu l'autorisation de planification de la section 36 pour construire une centrale de valorisation énergétique de 68 MW sur son site de Ferrybridge. Cette centrale de 68 MW était conçue pour brûler un mélange de combustibles, y compris de la biomasse, des déchets généraux et du bois. La centrale est devenue opérationnelle en 2015.
À la fin de 2013, des consultations ont commencé pour une deuxième centrale multi-combustibles, appelée "Ferrybridge Multifuel 2" (FM2). La centrale devait initialement être similaire en taille à la première et avoir une capacité allant jusqu'à 90 MW. Elle occupait une partie du parcours du Ferrybridge Golf Club, et en 2013, SSE s'était engagée à fournir un parcours de neuf trous de remplacement et un club-house à proximité. La construction de la centrale MF2 a commencé en 2016, a été achevée fin 2019 et a été mise en service en décembre de la même année. Un terminal de déchargement ferroviaire a été construit entre les deux centrales pour permettre un service ferroviaire pour les deux.
Les deux centrales ont été construites par Multifuel Energy Limited, une coentreprise à parts égales entre SSE et Wheelabrator, une division de la société américaine Waste Management. À partir de 2015, l'électricité générée était achetée par SSE. SSE a vendu sa part de la coentreprise à First Sentier Investors en janvier 2021, dans le cadre d'un programme de cession d'actifs non stratégiques. Une batterie de 150 MW / 300 MWh (2 heures) a commencé la construction en 2023, prévue pour 2024.

## Usine de captage du carbone de Ferrybridge
Le 30 novembre 2011, le secrétaire d'État à l'Énergie et au Changement climatique, Chris Huhne, a inauguré officiellement une usine pilote de capture de carbone à la centrale électrique de Ferrybridge. L'usine de capture de carbone a été construite en partenariat avec Doosan Power Systems, Vattenfall et le Technology Strategy Board. L'usine avait une capacité de captage de 100 tonnes de CO2 par jour, équivalent à 0,005 GW de puissance. La méthode de capture utilisait la chimie des amines (voir le traitement des gaz aux amines). Le CO2 n'était pas stocké, car l'usine pilote était conçue uniquement pour tester l'élément de capture de carbone du processus de capture et de stockage du carbone. Au moment de sa construction, c'était la plus grande usine de capture de carbone au Royaume-Uni.

## Voir également
- Bâtiments classés à Knottingley et Ferrybridge
- Centrales électriques de la vallée de l'Aire